# Ago (medicina)

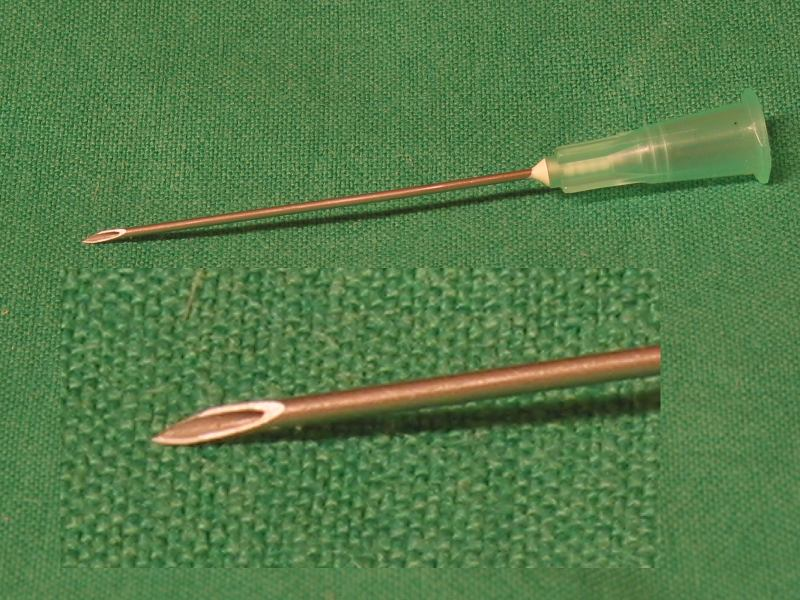
Ago

L'ago è uno strumento utilizzato nella pratica medico-chirurgica, quasi sempre sterile, utile all'iniezione di fluidi, sospensioni, gel, in un qualsiasi distretto corporeo, oppure per il prelievo di un fluido.
Generalmente l'ago è dritto, cavo in lunghezza, e può essere fissato a una siringa, ad esempio mediante semplice incastro (cosiddetto innesto luer slip), o con filettatura avvitante (luer lock).
Gli aghi hanno dimensioni e calibro variabili, con la punta tagliata obliquamente, a becco di flauto, per ottenere un profilo tagliente in grado di perforare i tessuti con il minimo trauma.
Il calibro viene indicato internazionalmente con il gauge (G) (parola inglese la cui pronuncia è geɪʤ - gheig -, e non *\ɡɔːdʒ\ - gosg - come taluni credono pensando che la parola sia francese). Sono aghi regolari quelli che vanno da un minimo di 32 G (0,26 mm) a un massimo di 18 G (1,20 mm).
L'ago ipodermico svolge anche un ruolo importante negli ambienti di ricerca in cui sono richieste condizioni sterili. L'ago ipodermico riduce significativamente la contaminazione durante l'inoculazione di un substrato sterile. L'ago ipodermico riduce la contaminazione per due motivi: in primo luogo, la sua superficie è estremamente liscia, il che impedisce agli agenti patogeni presenti nell'aria di rimanere intrappolati tra le irregolarità della superficie dell'ago, che verrebbero successivamente trasferiti nel terreno (ad esempio agar) come contaminanti; in secondo luogo, la superficie dell'ago è estremamente affilata, il che riduce significativamente il diametro del foro rimanente dopo aver forato la membrana e di conseguenza impedisce ai microbi più grandi di questo foro di contaminare il substrato.

## Storia

### Utilizzo precoce e sperimentazione
Gli antichi Greci e Romani conoscevano l'iniezione come metodo di somministrazione medicinale dall'osservazione di morsi di serpente e armi avvelenate. Ci sono anche riferimenti all'"unzione" nell'Antico Testamento e nelle opere di Omero, ma l'iniezione come strumento medico legittimo non fu veramente esplorata fino al XVII secolo.
Christopher Wren eseguì i primi esperimenti confermati con aghi ipodermici grezzi, eseguendo iniezioni endovenose nei cani nel 1656. Questi esperimenti consistevano nell'utilizzare vesciche di animali (come siringa) e aculei d'oca (come ago) per somministrare farmaci come l'oppio per via endovenosa ai cani. L'interesse principale di Wren e altri era scoprire se i medicinali tradizionalmente somministrati per via orale sarebbero stati efficaci per via endovenosa. Nel 1660, JD Major di Kiel e JS Elsholtz di Berlino furono i primi a sperimentare le iniezioni negli esseri umani. Questi primi esperimenti furono generalmente inefficaci e in alcuni casi fatali. L'iniezione cadde in disuso per due secoli.

### Sviluppo del XIX secolo

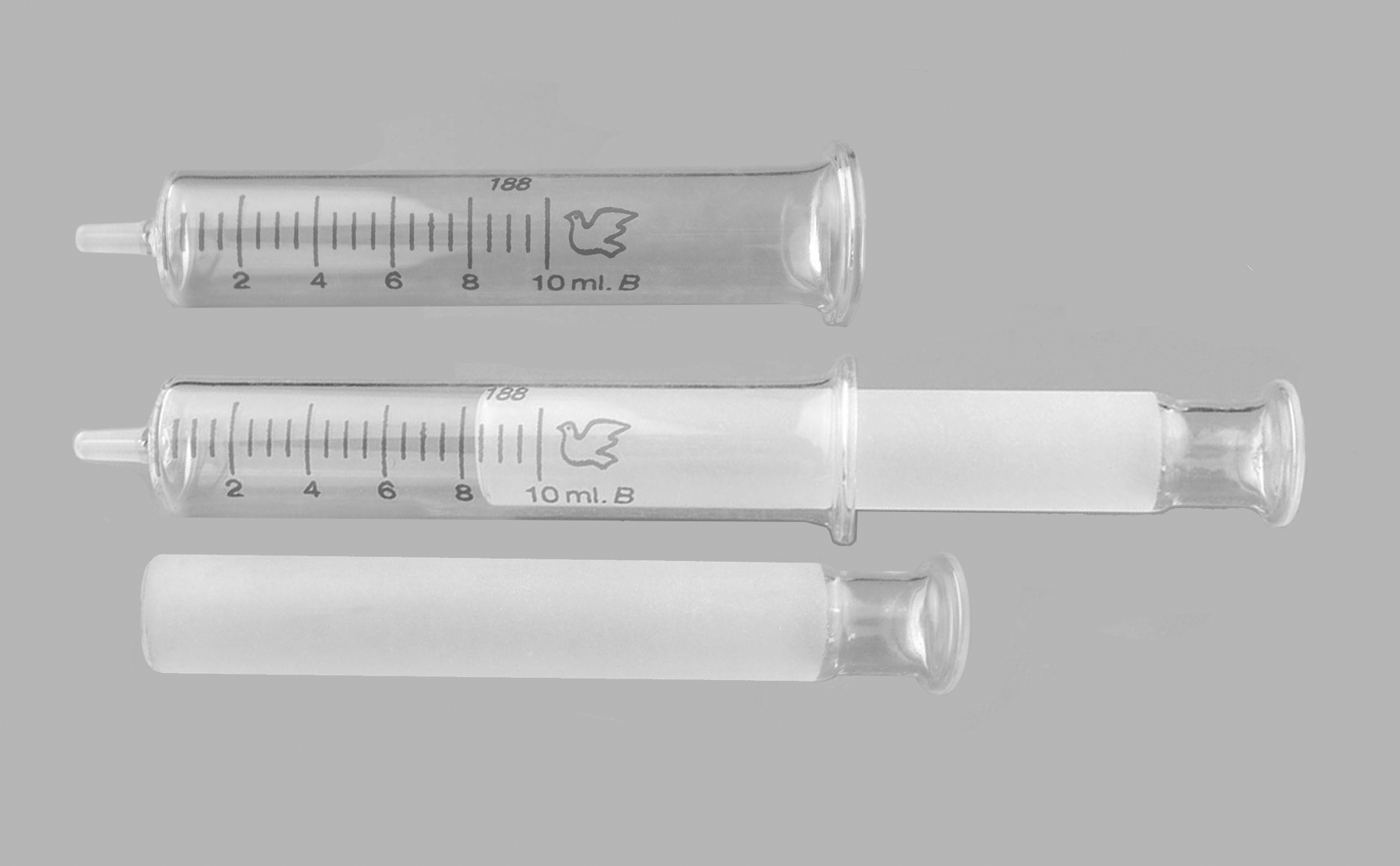
Siringa realizzata interamente in vetro, simile al design Wood, tranne per il fatto che è incisa con segni di volume

Il XIX secolo vide lo sviluppo di medicinali efficaci a piccole dosi, come gli oppiacei e la stricnina. Ciò ha stimolato un rinnovato interesse per l'applicazione diretta e controllata della medicina. "Alcune controversie circondano la questione della priorità nella terapia ipodermica." Al medico irlandese Francis Rynd viene generalmente attribuita la prima iniezione riuscita nel 1844, presso l'ospedale Meath di Dublino, in Irlanda.
Il contributo principale di Alexander Wood fu la siringa interamente in vetro nel 1851, che consentì all'utente di stimare il dosaggio in base ai livelli di liquido osservati attraverso il vetro. Wood utilizzava aghi e siringhe ipodermiche principalmente per l'applicazione di iniezioni sottocutanee localizzate (anestesia localizzata) e quindi non era interessato a dosaggi precisi.
Contemporaneamente al lavoro di Wood a Edimburgo, Charles Pravaz di Lione sperimentò anche iniezioni sottocutanee nelle pecore utilizzando una siringa di sua progettazione. Pravaz ha progettato un ago ipodermico che misura 3 cm (1,18 pollici) di lunghezza e 5 mm (0,2 pollici) di diametro; era interamente d'argento.
Charles Hunter, un chirurgo londinese, è accreditato per la coniazione del termine "ipodermico" per descrivere l'iniezione sottocutanea nel 1858. Il nome deriva da due parole greche: ipo, "sotto", e derma, "pelle". Inoltre, a Hunter viene attribuito il merito di aver riconosciuto gli effetti sistemici dell'iniezione dopo aver notato che il dolore di un paziente veniva alleviato indipendentemente dalla vicinanza dell'iniezione all'area dolorante. Hunter e Wood furono coinvolti in una lunga disputa non solo sull'origine del moderno ago ipodermico, ma anche a causa del loro disaccordo sull'effetto della medicina una volta somministrata.

### Miglioramenti moderni
Il dottor Francis Rynd (1801–1861) usò il primo "ago cavo" come siringa ipodermica sulla signora Margaret Cox il 3/6/1844 in Irlanda. Al dottor Wood può essere ampiamente attribuita la divulgazione e l'accettazione dell'iniezione come tecnica medica, nonché l'uso diffuso e l'accettazione dell'ago ipodermico. La tecnologia di base dell'ago ipodermico è rimasta sostanzialmente invariata dal XIX secolo, ma con il passare degli anni e il miglioramento delle conoscenze mediche e chimiche, sono stati apportati piccoli miglioramenti per aumentare la sicurezza e l'efficacia, con aghi progettati e realizzati su misura per usi molto particolari. Gli aghi ipodermici rimangono essenziali per la somministrazione o lo scambio di grandi volumi in contesti traumatici o dialitici. La tendenza all'uso degli aghi specifici iniziò negli anni 1920, in particolare per la somministrazione di insulina ai diabetici.
Lo scoppio della seconda guerra mondiale stimolò lo sviluppo iniziale di siringhe parzialmente usa e getta per la somministrazione di morfina e penicillina sul campo di battaglia. Lo sviluppo dell'ago ipodermico completamente usa e getta è stato stimolato negli anni 1950 per diversi motivi. La guerra di Corea creò carenza di sangue e in risposta furono sviluppate siringhe sterili monouso per la raccolta del sangue. La diffusa immunizzazione contro la poliomielite durante quel periodo richiese lo sviluppo di un sistema di siringhe completamente monouso.
Gli anni 1950 videro anche l'aumento e il riconoscimento della contaminazione incrociata da aghi usati. Ciò portò allo sviluppo della prima siringa di plastica completamente usa e getta da parte del farmacista neozelandese Colin Murdoch nel 1956. Questo periodo segnò anche uno spostamento di interesse dalle specifiche dell'ago alla sterilità e alla sicurezza generali.
Gli anni 1980 videro l'aumento dell'epidemia di HIV e con essa una rinnovata preoccupazione sulla sicurezza della contaminazione incrociata da aghi usati. Sono stati progettati nuovi controlli di sicurezza sugli aghi monouso per garantire la sicurezza in particolare degli operatori sanitari. Questi controlli sono stati implementati sugli aghi stessi, come gli aghi retrattili, ma anche nella manipolazione degli aghi usati, in particolare nell'uso dei contenitori per lo smaltimento a superficie dura che oggi si trovano in ogni studio medico.
Nel 2008, gli aghi interamente in plastica erano in produzione e in uso limitato. Una versione era realizzata in polimero di cristalli liquidi aromatici Vectra (plastica) rastremato da 1,2 mm sul mozzo a 0,72 mm sulla punta (equivalente a un ago metallico di calibro 22), con un rapporto ID/OD del 70%.

## Fabbricazione
Gli aghi ipodermici sono normalmente realizzati da un tubo di acciaio inossidabile o niobio attraverso un processo noto come trafilatura del tubo in cui il tubo viene trafilato attraverso matrici progressivamente più piccole per realizzare l'ago. L'estremità dell'ago è smussata per creare una punta appuntita e affilata, consentendo all'ago di penetrare facilmente nella pelle.

## Indicatore
Il sistema principale per misurare il diametro di un ago ipodermico è la scala Birmingham (noto anche come Stubs Iron Wire Gauge); la scala French è utilizzata principalmente per i cateteri. Sono disponibili varie lunghezze dell'ago per ogni calibro (o scala). Gli aghi di uso medico comune vanno dal calibro 7 (il più grande) al calibro 33 (il più piccolo). Gli aghi calibro 21 sono più comunemente usati per prelevare sangue a scopo di analisi, mentre gli aghi calibro 16 o 17 sono più comunemente usati per la donazione di sangue, poiché la pressione più bassa che ne risulta è meno dannosa per i globuli rossi (permette inoltre di raccogliere più sangue in tempi più brevi).
Sebbene gli aghi riutilizzabili restino utili per alcune applicazioni scientifiche, gli aghi usa e getta sono molto più comuni in medicina. Gli aghi monouso sono incorporati in un perno di plastica o alluminio che si collega al cilindro della siringa mediante un raccordo a pressione o a torsione. Questi vengono talvolta definiti collegamenti "Luer Lock", in riferimento al marchio Luer-Lok. Il luer lock maschio e femmina e il perno, costruiti dai produttori di apparecchiature farmaceutiche, sono due delle parti più critiche degli aghi ipodermici monouso.

## Utilizzo da parte di non specialisti
Gli aghi ipodermici vengono solitamente utilizzati da professionisti medici (dentisti, flebotomisti, medici, farmacisti, infermieri, paramedici), ma a volte vengono utilizzati dai pazienti stessi. Questo è più comune nei diabetici di tipo 1, che possono richiedere diverse iniezioni di insulina al giorno. Si verifica anche in pazienti che soffrono di asma o di altre allergie gravi. Tali pazienti potrebbero aver bisogno di prendere la desensibilizzazione alle iniezioni o potrebbe essere necessario portare con sé medicinali iniettabili da utilizzare come primo soccorso in caso di grave reazione allergica. In quest'ultimo caso, tali pazienti spesso portano con sé una siringa carica di adrenalina (ad esempio EpiPen), difenidramina (ad esempio Benadryl) o desametasone. L'iniezione rapida di uno di questi farmaci può fermare una grave reazione allergica.
I pazienti con sclerosi multipla possono anche curarsi mediante iniezione; diverse terapie per la SM, compresi vari preparati a base di interferone, sono progettate per essere autosomministrate mediante iniezione sottocutanea o intramuscolare.
Gli aghi ipodermici vengono utilizzati anche da consumatori non addestrati nell'uso ricreativo di droghe per via endovenosa (per esempio, iniettando soluzioni di eroina e acqua). Prima che i governi raggiungessero gli attuali livelli di consapevolezza sulla diffusione della malattia attraverso gli aghi condivisi, in molti paesi le siringhe ipodermiche erano disponibili solo su prescrizione medica. Pertanto, al fine di limitare la diffusione di malattie trasmissibili per via ematica come l'epatite e l'HIV attraverso attrezzature per iniezioni condivise, molti paesi hanno programmi di scambio di siringhe nella maggior parte delle città più grandi.
Gli aghi smussati, realizzati senza smusso tagliente e solitamente non sterili, vengono utilizzati industrialmente per riempire piccoli contenitori o applicare con precisione piccole quantità di solvente o colla.
Gli aghi ipodermici vengono utilizzati anche per il play piercing.

## Fobia
Si stima che circa dal 3,5 al 10% della popolazione mondiale possa avere una fobia degli aghi (tripanofobia), ed è molto più comune nei bambini di età compresa tra 5 e 17 anni. Gli anestetici topici possono essere utilizzati per desensibilizzare l'area in cui verrà effettuata l'iniezione per ridurre il dolore e il disagio. Per i bambini varie tecniche possono essere efficaci nel ridurre il disagio o il dolore legati agli aghi. Le tecniche includono: distrazione, ipnosi, terapia cognitivo comportamentale combinata e tecniche di respirazione.